# Obespravljena žalost
Obespravljena žalost (tuga) pojam je koji označava bol koja nije priznata od strane društva. Primjeri događaja koji dovode do obespravljene tuge su gubitak kućnog ljubimca, traume u obitelji generacijama prije, gubitak kuće ili mjesta stanovanja (osobito u slučaju djece, koji općenito imaju malu ili nikakvu kontrolu u takvim situacijama, a čija se tuga ne može primijetiti ili shvatiti od strane skrbnika), abortus, gubitak ili predaja djeteta na usvajanje, smrt voljene osobe zbog društveno neprihvatljivog uzroka kao što je samoubojstvo. Gubitak ili teški invaliditet roditelja tijekom rata (ostatak obitelji oko djeteta neće biti u mogućnosti da se odnosi i podržava ispravno). To je u odnosu na tradicionalne oblike tuge, kao što su gubitak supružnika i roditelja, odnosno djeteta. Tradicijski oblici tuge su više prepoznati u netradicijskim živim situacijama. Međutim, postoji nekoliko sustava podrške, tradicije ili institucije kao što su žalovanje ostaviti dostupno onima koji imaju obespravljenu tugu. Čak i široko priznati oblici tuge mogu postati obespravljeni kad dobronamjerni prijatelji i obitelj pokušaju postaviti rok na pravo na tugovanje ožalošćenih osoba. Na primjer, potreba reguliranja žalosti i vraćanje u stanje normalnog radnog djelovanja značajno je utjecala na proces žalosti žrtvama bombardiranja Oklahome, prema Edwardu Linenthalu. Tugovanje za izgubljenom djecom je redefiniran kao posttraumatski stresni poremećaj, ako ih roditelji nisu preboljeli u roku od dva tjedna.
|  | Molimo pročitajte upozorenje o korištenju medicinskih informacija. Ne provodite liječenje bez savjetovanja s liječnikom! |